# Tin Star (sèrie de televisió)
Tin Star és una sèrie de televisió britànica-canadenca creada pel guionista britànic Rowan Joffe i produïda per l'empresa Kudos Film and Television (responsable d'altres sèries com The Tunnel, Humans o Broadchurch). Fou emesa tota de cop pel canal britànic Sky Atlantic el 7 de setembre de 2017. Als Estats Units es va oferir a través del sistema de subscripció Amazon Prime el 29 de setembre de 2017, i a Espanya l'oferí el canal també de pagament Movistar Series Xtra.
Els deu episodis de que consta la sèrie estan protagonitzats principalment per Tim Roth, Christina Hendricks, Genevieve O'Reilly, Abigail Lawrie i Oliver Coopersmith.

## Argument
L'exdetectiu de la policia londinenca, Jim Worth, és el nou cap de policia aparentment tranquil·la Little Big Bear, una petita ciutat de la província d'Alberta a la vora de les Muntanyes Rocoses canadenques, on ell i la seva família s'hi han establert per escapar de l'ambient violent de Londres. Però amb la instal·lació d'una refineria de petroli per part de la Oil Northstream, a la qual s'oposa, comencen els problemes de delinqüència i crim organitzat. Aquesta violència li impacta de ple empenyent-lo a una espiral de violència on reviu el pitjor del seu passat i que acaba destruint el que l'envolta.

## Producció
La sèrie es va filmar principalment a la localitat de High River (a uns 53 km al sud de Calgary) a la província canadenca d'Alberta, duplicant-se com la ciutat fictícia de Little Big Bear. Els espectaculars paisatges es van filmar al Parc Nacional dels Llacs Waterton i altres llocs de la mateixa província entre el juny i el desembre del 2016.

## Episodis

### Temporada 1
| 1  | 1  | "Fun and (S)Laughter"   | Rowan Joffe     | Rowan Joffe                     |  |  |
|    |    |                         |                 |                                 |  |  |
| 2  | 2  | "The Kid"               | Marc Jobst      | Rowan Joffe                     |  |  |
|    |    |                         |                 |                                 |  |  |
| 3  | 3  | "Comfort of Strangers"  | Alice Troughton | Rowan Joffe                     |  |  |
|    |    |                         |                 |                                 |  |  |
| 4  | 4  | "Jack"                  | Marc Jobst      | Rowan Joffe                     |  |  |
|    |    |                         |                 |                                 |  |  |
| 5  | 5  | "Bait"                  | Alice Troughton | Tom Butterworth i Chris Hurford |  |  |
|    |    |                         |                 |                                 |  |  |
| 6  | 6  | "Cuckoo"                | Grant Harvey    | Rowan Joffe                     |  |  |
|    |    |                         |                 |                                 |  |  |
| 7  | 7  | "Exposure"              | Gilles Bannier  | Tom Butterworth i Chris Hurford |  |  |
|    |    |                         |                 |                                 |  |  |
| 8  | 8  | "This Be the Verse"     | Grant Harvey    | - -                             |  |  |
|    |    |                         |                 |                                 |  |  |
| 9  | 9  | "Fortunate Boy"         | Craig Viveiros  | - -                             |  |  |
|    |    |                         |                 |                                 |  |  |
| 10 | 10 | ""My Love Is Vengeance" | Gilles Bannier  | - -                             |  |  |
|    |    |                         |                 |                                 |  |  |

### Temporada 2
| 11 | 1 | "Prairie Gothic"                                | Gilles Bannier  | Rowan Joffe                   |  |  |
|    |   |                                                 |                 |                               |  |  |
| 12 | 2 | "Resist Not Evil (Elizabeth and Johan's Story)" | Chris Baugh     | Rowan Joffe                   |  |  |
|    |   |                                                 |                 |                               |  |  |
| 13 | 3 | "Consequences"                                  | Jim Loach       | Rowan Joffe                   |  |  |
|    |   |                                                 |                 |                               |  |  |
| 14 | 4 | "Jack and Coke (Jack and Angela's Story)"       | Jim Loach       | Thomas Martin                 |  |  |
|    |   |                                                 |                 |                               |  |  |
| 15 | 5 | "The Bagman Cometh"                             | Chris Baugh     | Rowan Joffe                   |  |  |
|    |   |                                                 |                 |                               |  |  |
| 16 | 6 | "Age Of Anxiety"                                | Sue Tully       | Rowan Joffe                   |  |  |
|    |   |                                                 |                 |                               |  |  |
| 17 | 7 | "Subterranean Fire"                             | Sue Tully       | Rowan Joffe                   |  |  |
|    |   |                                                 |                 |                               |  |  |
| 18 | 8 | "Wild Flower"                                   | Justin Chadwick | Nathaniel Price               |  |  |
|    |   |                                                 |                 |                               |  |  |
| 19 | 9 | "The Unseen"                                    | Justin Chadwick | Rowan Joffe i Nathaniel Price |  |  |

## Repartiment

### Forces de l'ordre
- Tim Roth com Jim Worth, cap del servei de policia de Little Big Bear, i com Jack Devlin, el violent alter-ego que apareix quan està sota la influència de l'alcohol.
- Sarah Podemski com Denise Minahik, oficial de policia de Little Big Bear.
- Ryan Kennedy com Nick McGillen, oficial de policia de Little Big Bear.
- Roark Critchlow com Benoit Lehane, detectiu inspector de la Reial Policia Federal del Canadà.

### North Stream Oil
- Christina Hendricks com Elizabeth Bradshaw, vicepresidenta de relacions amb els accionistes de l'empresa.
- Christopher Heyerdahl com Louis Gagnon, cap de seguretat de la refineria.
- Oliver Coopersmith com Simon/Whitey, contractat com a treballador de la refineria pel Frank.
- Ian Puleston-Davies com Frank Keane, una criminal del passat del Jack Devlin.
- Stephen Walters com Johnny, un criminal de Blackpool contractat pel Frank.
- Tobi Bamtefa com Reginald Godswill, un altre criminal que acaba a les ordres del Whitey.

### Primeres Nacions Musqwa i Ipowahtaman
- Michelle Thrush com Jaclyn Letendre, membre del poble Ipowahtaman instal·lada a la reserva Musqwa.
- Ray G Thunderchild com Jacob Minahik, cap del poble Musqwa i pare de l'oficial Denise Minahik.
- Gerald Auger com Timothy Whiteknife.
- Joseph Whitebird com Ray Laskamin.
- Owen Crowshoe com Hal Laskamin.

### Residents i d'altres
- Genevieve O'Reilly com Angela Worth, dona del cap de policia Jack Worth.
- Abigail Lawrie com Anna Worth, filla de l'Angela i Jack Worth.
- Lynda Boyd com Randy, propietària del Randy's Roadhouse, únic bar de Little Big Bear.
- Rupert Turnbull com Peter Worth, fill petit de l'Angela i Jack Worth.
- Nicholas Campbell com Wallace Lyle.
- Maxwell McCabe-Lokos com Daniel Lyle.
- Rachael Crawford com Dr. Susan Bouchard.
- Kevin Hanchard com el Pare Gregoire[10].